# Tom Mandrake

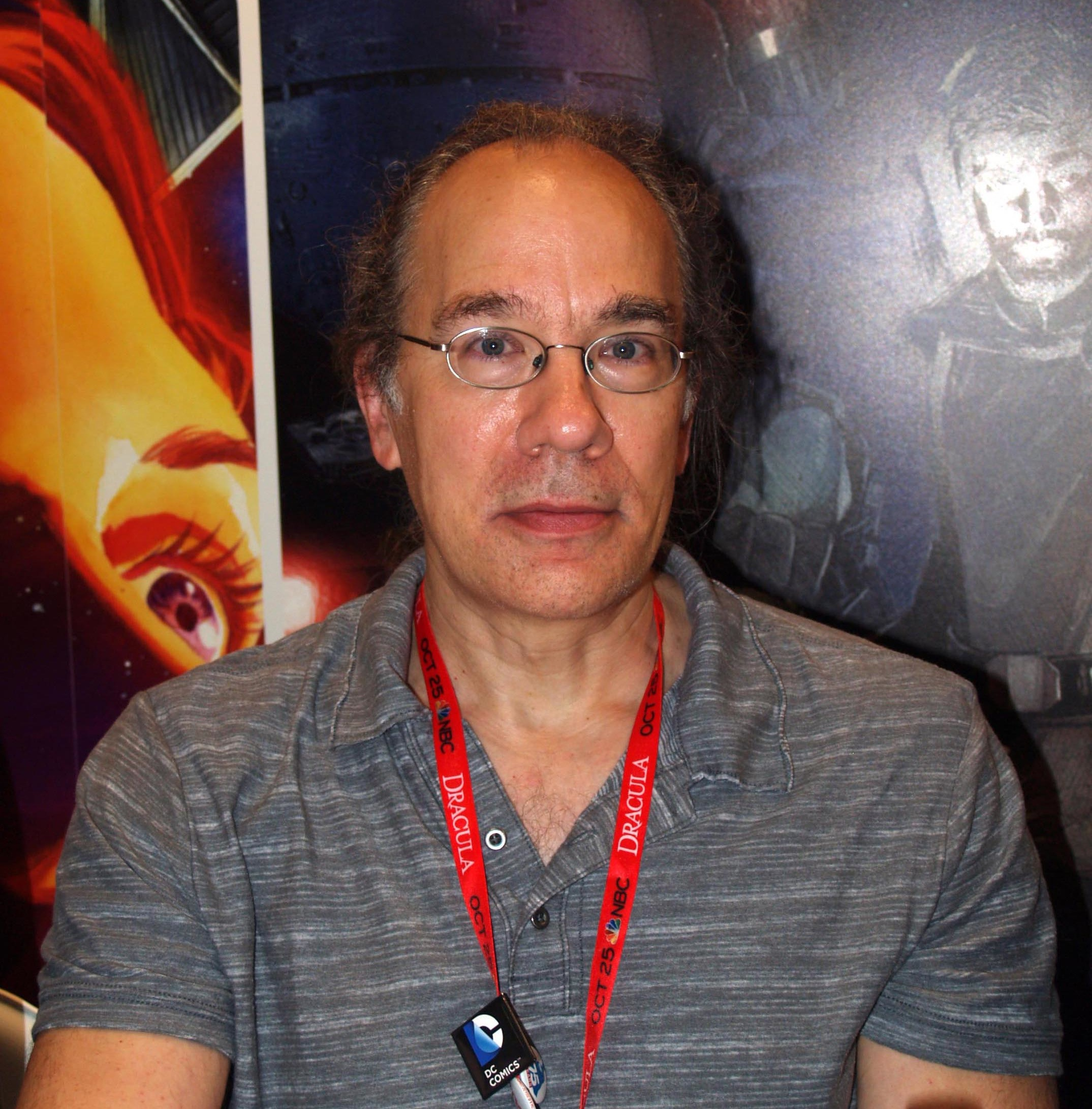
Tom Mandrake

Tom Mandrake (* 1956) ist ein US-amerikanischer Comiczeichner.

## Leben und Arbeit
Nach dem Studium an der Joe Kubert School of Cartoon and Graphic Art, wo er einen Abschluss in Kunstdesign erwarb, begann Mandrake in den 1980er Jahren als Comiczeichner zu arbeiten.
Seither hat er vor allem für die Verlage Marvel Comics, DC-Comics, Image Comics und Dark Horse Comics gearbeitet. 
Für DC zeichnete er Serien wie Batman, Sgt. Rock, The Spectre, Swamp Thing, Wonder Woman, Firestorm, Hawkworld, Martian Manhunter und Justice League, sowie die Miniserie The Kents. Für Marvel gestaltete er einige Ausgaben der Serien Weapon X, Punisher, Dr. Strange und The Precinct, sowie die Miniserie The Hulk Unchained. Für Image schließlich zeichnete er von ihm selbst geschaffene Serie Creeps. Für den kleinen Verlag First Comics illustrierte er eine Comicadaption von Shakespeares Hamlet und die Serie Grimjack. Darüber hinaus hat Mandrake die Comicromane The Forst King: The Woodlarks Shadow und Pat Novak Fore Hire illustriert. Häufige künstlerische Partner von Mandrake sind der Autor John Ostrander, sowie seine eigene Ehefrau, die Autorin Jan Duursema.
Abseits der Comicbranche hat Mandrake als Art Director für den preisgekrönten Independentfilm Zombie Prom gearbeitet.